# Alexis Allet
Alexis Allet (* 9. April 1820 in Leuk; † 1. Februar 1888 ebenda) war ein Schweizer Politiker und Richter. Von 1851 bis 1872 gehörte er dem Nationalrat an, von 1855 bis 1870 dem Staatsrat des Kantons Wallis. Ebenso war er Mitglied des Bundesgerichts. Auf kantonaler Ebene besass er eine fast uneingeschränkte Machtfülle, die mit dem Bankrott der Walliser Kantonalbank endete.

## Biografie
Er entstammte einem einflussreichen Walliser Patriziergeschlecht, das sich bis ins Jahr 1315 zurückverfolgen lässt und in der Zehnde Leuk eine beherrschende Stellung innehatte. Sein Vater Eugen amtierte von 1827 bis 1833 als Walliser Staatsrat, sein Bruder Eugen jr. war Befehlshaber der päpstlichen Zuaven. Alexis Allet, der über seinen Schwiegervater den Titel eines Markgrafen de Augustini erbte, absolvierte ein Rechtsstudium in Sitten, Chambéry und Pisa. Anschliessend war er als Rechtsanwalt und Notar tätig, von 1848 bis 1851 zusätzlich als Appellationsrichter.
Von 1845 bis 1847, als der Kanton Wallis dem Sonderbund angehörte, amtierte Allet als Staatskanzler. Ebenfalls 1847 wurde er in den Grossen Rat gewählt. Nach dem Ende des Sonderbundskriegs gelangten die Radikalliberalen an die Macht. Allet profilierte sich im Grossen Rat als Wortführer der katholisch-konservativen Opposition, die sich gegen den radikalen Antiklerikalismus wandte und fünf Jahre später die Ausarbeitung einer gemässigteren Kantonsverfassung erzwang. Die radikale Grossratsmehrheit gestand 1850 den Konservativen einen Sitz im Staatsrat zu und wählte Allet, doch er verweigerte die Annahme der Wahl. 1855 schwand die Macht der Radikalen zusehends und sie sahen sich gezwungen, den Konservativen weitere Zugeständnisse zu machen. Dieses Mal nahm Allet die Wahl in den Staatsrat an.
Allet kandidierte bei den Nationalratswahlen 1851 und setzte sich im Wahlkreis Oberwallis gegen den gemässigten Liberalen Joseph Anton Clemenz durch. Sechsmal in Folge gelang ihm die Wiederwahl, zuletzt 1869. Während er im Nationalrat wenig bewirken konnte, stieg Allet im Kanton Wallis zur unbestrittenen Führungspersönlichkeit auf, begünstigt durch die konservative Machtübernahme im Jahr 1857. Während seiner gesamten Amtszeit als Staatsrat stand er dem Finanzdepartement vor und kontrollierte dadurch auch die anderen Bereiche der Verwaltung. Abwechslungsweise war er stets Präsident oder Vizepräsident des Staatsrates. Zusätzlich amtierte er als Gemeindepräsident von Leuk und ab 1865 als Bundesrichter. Der Historiker Michel Rey bezeichnete ihn als «Diktator».
Als Staatsrat brachte Allet 1856 ein Finanzgesetz zur Sanierung des Staatshaushalts ein. Im Verwaltungsrat der im selben Jahr auf seine Initiative hin gegründeten Walliser Kantonalbank übernahm er sogleich das Präsidium. Er förderte den Bau der Simplon-Bahnlinie, die 1859 Martigny und 1868 Siders erreichte. Ebenso trieb er den Ausbau der Furkastrasse (1864–1866) und den ersten Teil der Rhone-Korrektion (1863–1876) voran. Allet fiel durch einen autoritären Führungsstil auf; die radikale Opposition wurde systematisch aus der Regierung und der Verwaltung ferngehalten.
Technisch-administrative Inkompetenz, finanzielle Unzulänglichkeiten, Parteipolitik, Klientelwirtschaft und mangelhafte Aufsicht durch den Verwaltungsrat stürzten die Kantonalbank in eine derart schwere Krise, dass Allet sich am 28. Dezember 1870 gezwungen sah, unverzüglich als Staatsrat des Kantons Wallis zurückzutreten. Am 12. Januar 1871 musste die Kantonalbank Konkurs anmelden; eine neue Kantonalbank entstand erst wieder 1917. Das nachfolgende Gerichtsverfahren endete für Allet mit einem Freispruch. Zwar blieb er weiterhin Grossrat, doch 1872 trat er als Nationalrat und Bundesrichter zurück. Ab 1872 war er Gemeindepräsident von Agarn, ab 1876 von Turtmann.